# Malinová (Slovacchia)
Malinová (in tedesco Zeche o Zach, in ungherese Csék) è un comune della Slovacchia facente parte del distretto di Prievidza, nella regione di Trenčín.
Fu menzionato per la prima volta in un documento storico nel 1339, quando venne fondato da minatori tedeschi, qui condotti dal cavaliere Heinrich. All'epoca, la giustizia veniva amministrata secondo il diritto germanico.